# تپه باخچله
تپه باخچله مربوط به دوران پیش از تاریخ ایران باستان است و در شهرستان سقز، بخش صاحب، روستای آلکملو واقع شده و این اثر در تاریخ ۲۵ اسفند ۱۳۸۰ با شمارهٔ ثبت ۵۱۲۱ به‌عنوان یکی از آثار ملی ایران به ثبت رسیده است.